# Cires-lès-Mello
Cires-lès-Mello är en kommun i departementet Oise i regionen Hauts-de-France i norra Frankrike. Kommunen ligger i kantonen Neuilly-en-Thelle som tillhör arrondissementet Senlis. År 2022 hade Cires-lès-Mello 3 997 invånare.

## Befolkningsutveckling
Antalet invånare i kommunen Cires-lès-Mello
| Referens: INSEE |